# 王瑞生 (1955年)
王瑞生（1955年3月—），男，吉林省吉林市人，中华人民共和国政治人物。

## 生平
1988年至1989年，任交通银行长春支行副总经理。1989年至1992年，任国家国有资产管理局商贸金融司副司长、企业司副司长。1992年至1994年，任国家国有资产管理局境外司司长。1994年至1997年，任中国航天工业总公司香港航天科技国际集团有限公司执行董事、副总裁。1997年至1999年，任香港港澳国际董事、副总经理。1999年至2005年，任国土资源部财务司司长。2006年至2008年，任国土资源部人事教育司司长。2008年10月17日，中国工会十五大在北京开幕，大会选举他出任主席团委员。同时出任中华全国总工会党组纪检组组长、书记处书记、第十八届中央纪律检查委员会委员。